# Joseph-Marie Trịnh Như Khuê
Joseph-Marie Trịnh Như Khuê (ur. 11 grudnia 1898 w Tràng Duệ, wikariat apostolski Hanoi, zm. 27 listopada 1978 w Hanoi), wietnamski duchowny katolicki, arcybiskup Hanoi, kardynał.

## Życiorys
Przyjął święcenia kapłańskie 1 kwietnia 1933. W kwietniu 1950 mianowany biskupem tytularnym Sinao i wikariuszem apostolskim Hanoi; przyjął sakrę biskupią 15 sierpnia 1950. 24 listopada 1960 promowany na arcybiskupa Hanoi, 24 maja 1976 wyniesiony przez papieża Pawła VI do godności kardynalskiej. Początkowo, w czasie ogłaszania nazwisk nowych kardynałów w kwietniu 1976, nie ujawniono jego nominacji (mianowany in pectore), wiadomość została upubliczniona już w czasie uroczystości konsystorza miesiąc później. Otrzymał tytuł kardynała-prezbitera San Francesco di Paola ai Monti.
Brał udział w obu konklawe 1978, zmarł krótko po powrocie z Watykanu. Został pochowany w katedrze metropolitalnej w Hanoi.